# Manica invidia
Manica invidia är en myrart som beskrevs av Bolton 1995. Manica invidia ingår i släktet Manica och familjen myror. Inga underarter finns listade i Catalogue of Life.

## Bildgalleri

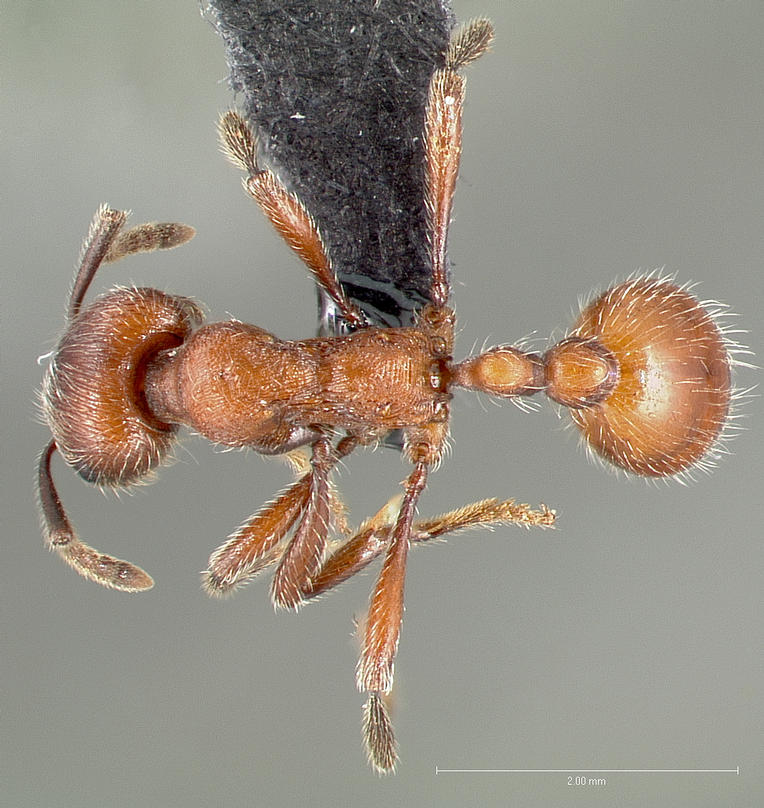
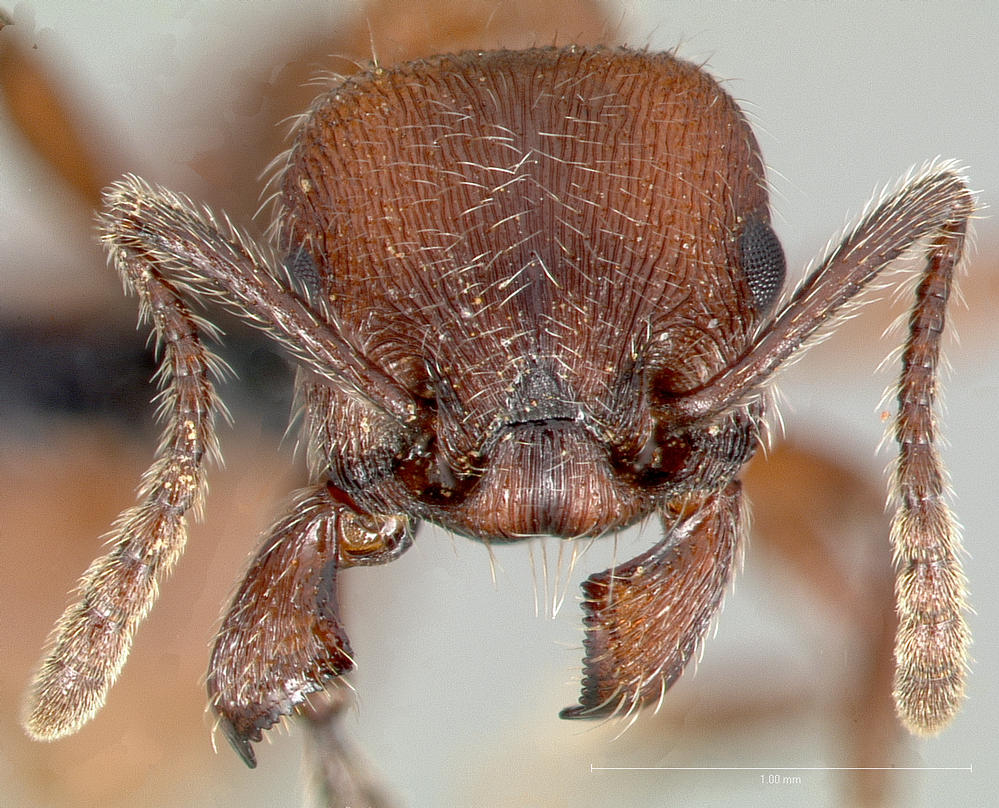
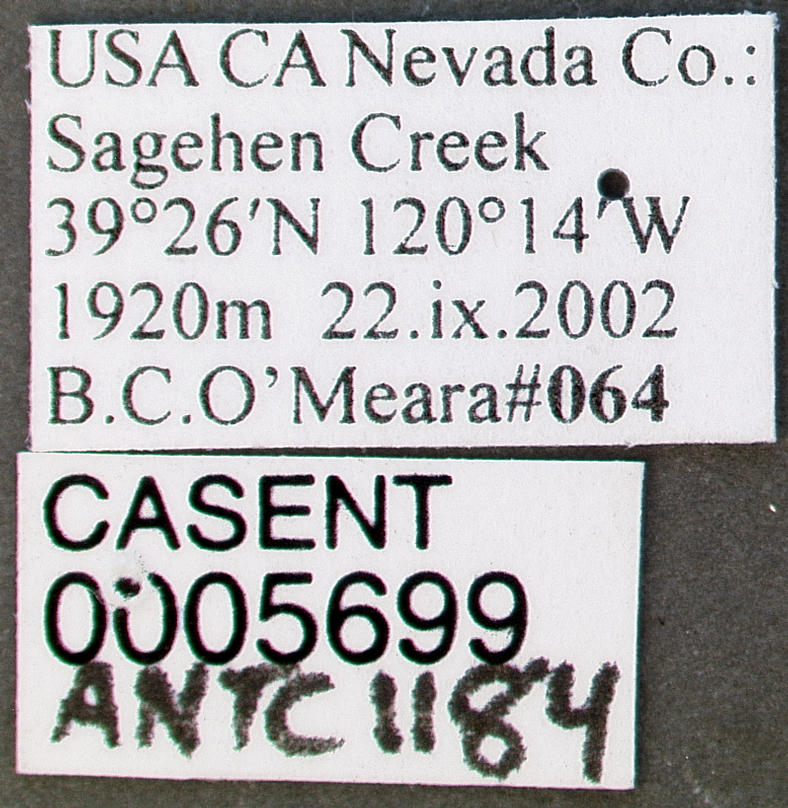
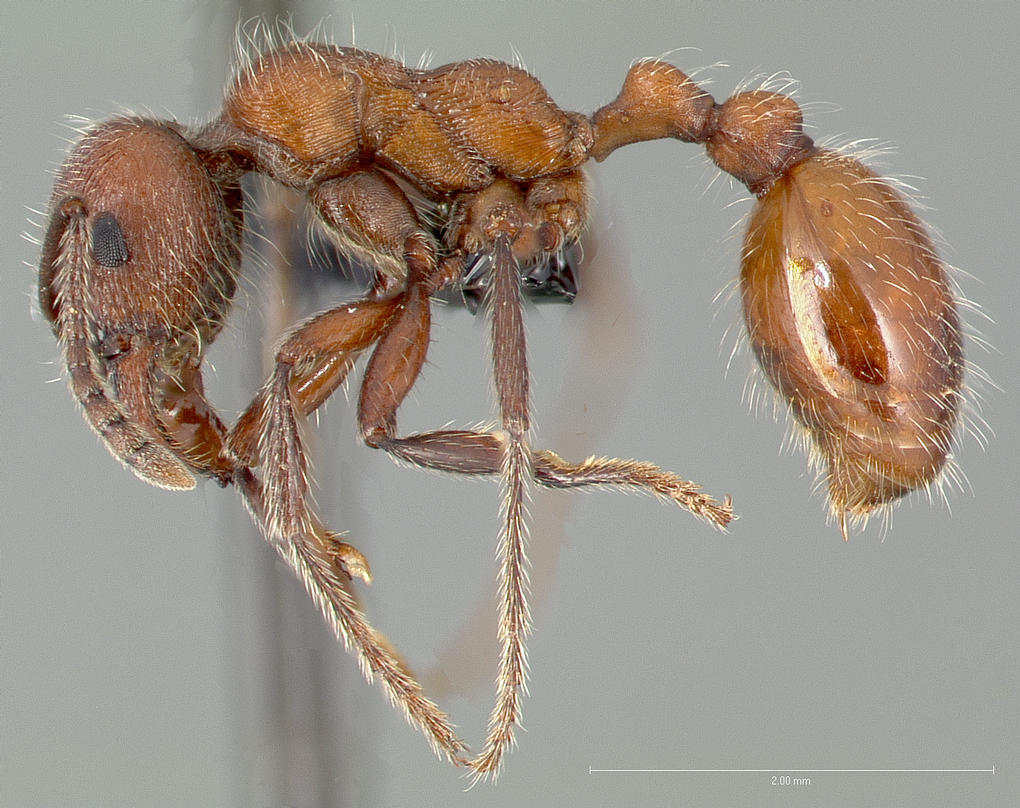